# Barbara Albert (Chemikerin)

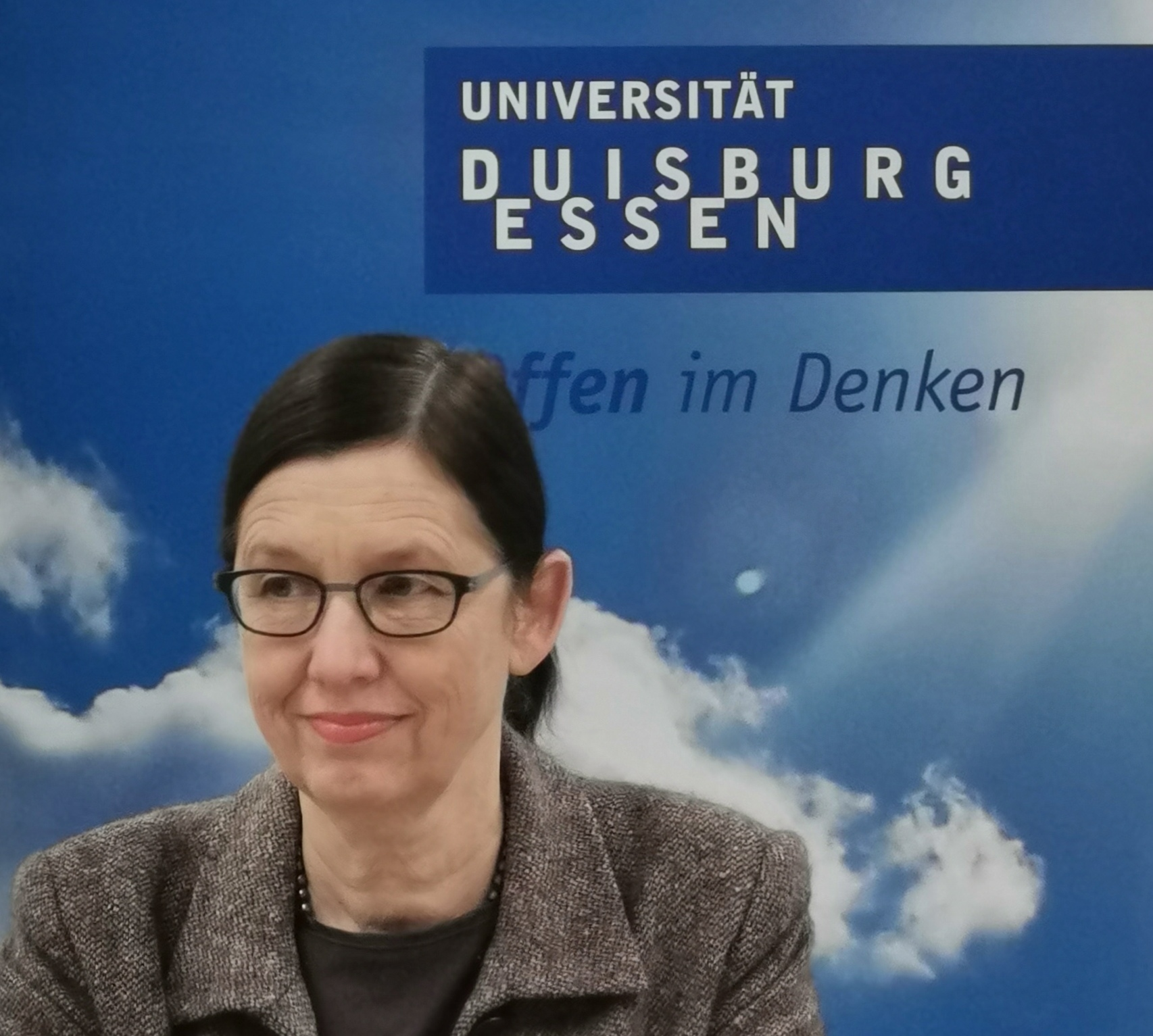
Barbara Albert (2023)

Barbara Albert (* 9. Dezember 1966 in Bad Godesberg) ist eine deutsche Chemikerin. Sie ist Professorin für Anorganische Chemie und Rektorin der Universität Duisburg-Essen.

## Leben
Albert studierte ab 1985 Chemie an der Rheinischen Friedrich-Wilhelms-Universität Bonn und schloss 1990 mit dem Diplom ab, Es folgte eine Promotion in Anorganischer Chemie bei Martin Jansen. Als Postdoktorandin war sie 1995/96 am Materials Research Laboratory der University of California, Santa Barbara, bei Anthony Cheetham (Feodor-Lynen-Stipendium der Alexander von Humboldt-Stiftung) und danach wurde sie Habilitandin bei Johannes Beck an der Justus-Liebig-Universität Gießen und der Rheinischen Friedrich-Wilhelms-Universität Bonn (Lise-Meitner-Habilitationsstipendium des Landes NRW). 2000/2001 hatte sie eine Lehrstuhlvertretung in Gießen. Im Jahr 2000 habilitierte sie sich in Bonn und war dort ab 2001 Privatdozentin, bevor sie im selben Jahr Professorin an der Universität Hamburg wurde, wo sie außerdem 2003 bis 2005 Geschäftsführende Direktorin des Instituts für Anorganische und Angewandte Chemie war. 2005 bis 2022 war sie Professorin an der Technischen Universität Darmstadt; 2007 bis 2011 Dekanin des dortigen Fachbereichs Chemie, von 2012 bis 2014 Geschäftsführende Direktorin des Eduard Zintl-Instituts für Anorganische und Physikalische Chemie sowie 2014 bis 2016 stellvertretende Geschäftsführende Direktorin. Sie war Mitglied der Universitätsversammlung und Senatorin und 2020/21 Vizepräsidentin für Forschung und wissenschaftlichen Nachwuchs an der TU Darmstadt.
Im April 2021 wurde sie zur Rektorin der Universität Duisburg-Essen gewählt. Sie trat das Amt  am 1. April 2022 an.

## Werk
Sie befasst sich mit Festkörperchemie und Materialchemie. Ihr spezielles Interessensgebiet sind das Element Bor und seine Verbindungen (Boride). Sie ist Mitglied des internationalen Kuratoriums des International Symposium of Boron, Borides and Related Materials. Eine ihrer Arbeiten beschäftigte sich mit Bor als elementare Herausforderung für Experimentatoren und Theoretiker. In den letzten Jahren hat sich Albert außerdem intensiv mit dem Element Eisen befasst. Seit 2022 forscht sie hierzu im Sonderforschungsbereich 1487 "Iron, upgraded!" ("Eisen, neu gedacht!"), gefördert von der Deutschen Forschungsgemeinschaft.
Albert war bis 2022 Herausgeberin (European Editor, Editor-in-Chief) der Zeitschrift Solid State Sciences, sowie im Beirat von Progress in Solid State Chemistry (beide Elsevier-Verlag), sowie Beiratsmitglied bei Scientific Reports (Nature) und SN Applied Sciences (Springer).

## Ehrungen und Mitgliedschaften
1997 erhielt sie den Bennigsen-Foerder-Preis für Nachwuchswissenschaftler des Landes Nordrhein-Westfalen und 2000 den ADUC-Preis für Habilitandinnen und Habilitanden. Sie ist seit 2016 Mitglied der Berlin-Brandenburgische Akademie der Wissenschaften.
Von 2006 bis 2013 war sie im Vorstand, davon bis 2010 Vorsitzende, der Fachgruppe Festkörperchemie und Materialforschung der Gesellschaft Deutscher Chemiker, außerdem von 2008 bis 2015 Mitglied des Vorstandes, 2012/13 Präsidentin, sowie 2011/12 und 2014/15 Vizepräsidentin der Gesellschaft Deutscher Chemiker.
Im Mai 2014 wurde Barbara Albert in den Aufsichtsrat von Evonik Industries gewählt und 2016 in den Aufsichtsrat der Schunk Group.
Barbara Albert ist Mitglied der Wissenschaftlichen Kommission der Einstein-Stiftung (Berlin), des Kuratoriums des Leibniz-Instituts für Katalyse e.V. (Rostock) sowie Fachkollegiatin für Chemie bei der Deutschen Forschungsgemeinschaft. Außerdem ist sie im Ehrengericht der Gesellschaft Deutscher Chemiker und im erweiterten Vorstand des Collegiums pro Academia der bbaw. 